# Олександрівка (Сатанівська селищна громада)
Олекса́ндрівка — село в Україні, у Сатанівській селищній територіальній громаді Хмельницького району Хмельницької області. Населення становить 223 осіб.

## Географія
Біля села бере початок річка Потік Сорока.

## Символіка

### Герб
У лазуровому щиті з срібною хвилястою базою пливе золотий корабель із срібним вітрилом, на якому зображений Святий Миколай у червоних ризах і срібній єпитрахилі з золотими хрестами, у червоно-золотій митрі, навколо голови - золотий німб, права рука піднята у благословляючому жесті, у лівій тримає лазурову книгу в золотому окладі; на щоглі корабля золотий вимпел. У золотій главі три зелених дуба.  Щит вписаний у декоративний картуш і увінчаний золотою сільською короною. Унизу картуша напис «ОЛЕКСАНДРІВКА».

### Прапор
Квадратне полотнище поділене горизонтально на три смуги – жовту, синю і хвилясту білу – у співвідношенні 3:8:1. На верхній смузі три зелених дуби в ряд. На середній смузі пливе жовтий корабель із білим вітрилом, на якому зображений Святий Миколай у червоних ризах і білій єпитрахилі з жовтими хрестами, у червоно-жовтій митрі, навколо голови - жовтий німб, права рука піднята у благословляючому жесті, у лівій тримає синю книгу в жовтому окладі; на щоглі корабля жовтий вимпел. 

### Пояснення символіки
Святому Миколаю присвячений сільський храм; водночас Миколай – покровитель мореплавства, що і показано на гербі. Дуби – символ густих навколишніх лісів. 

## Галерея

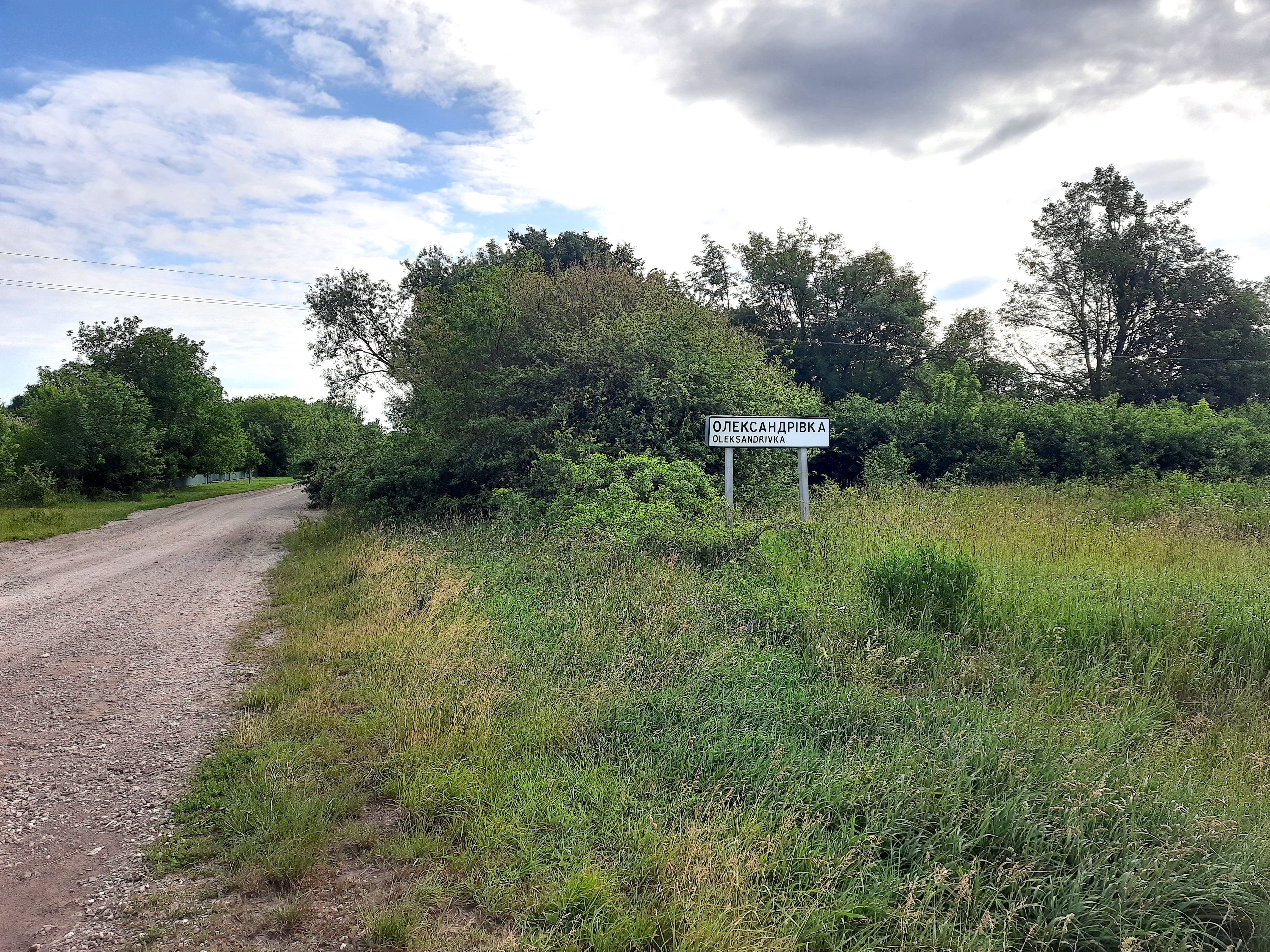
Дорожній знак при в'їзді в село
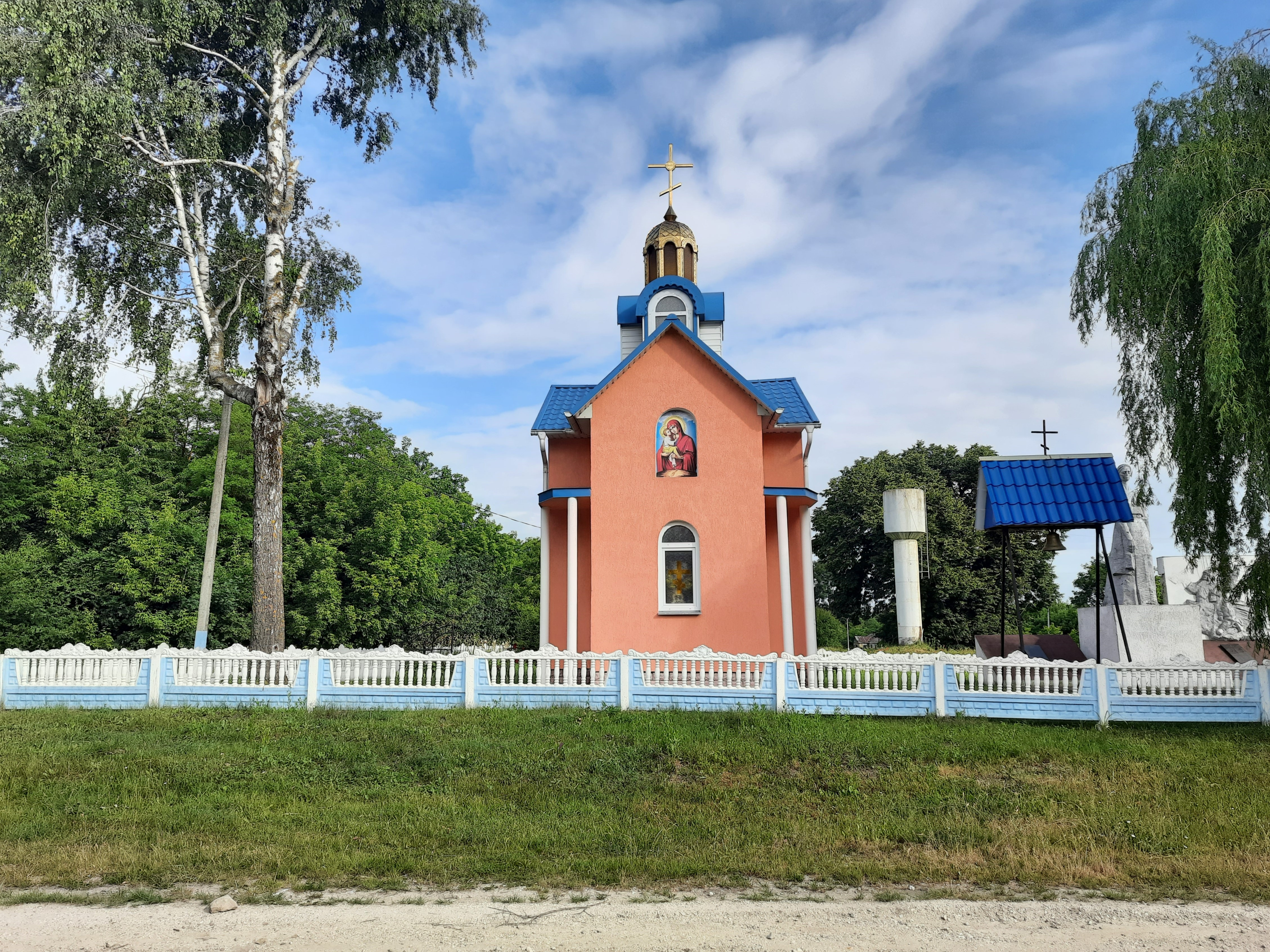
Каплиця
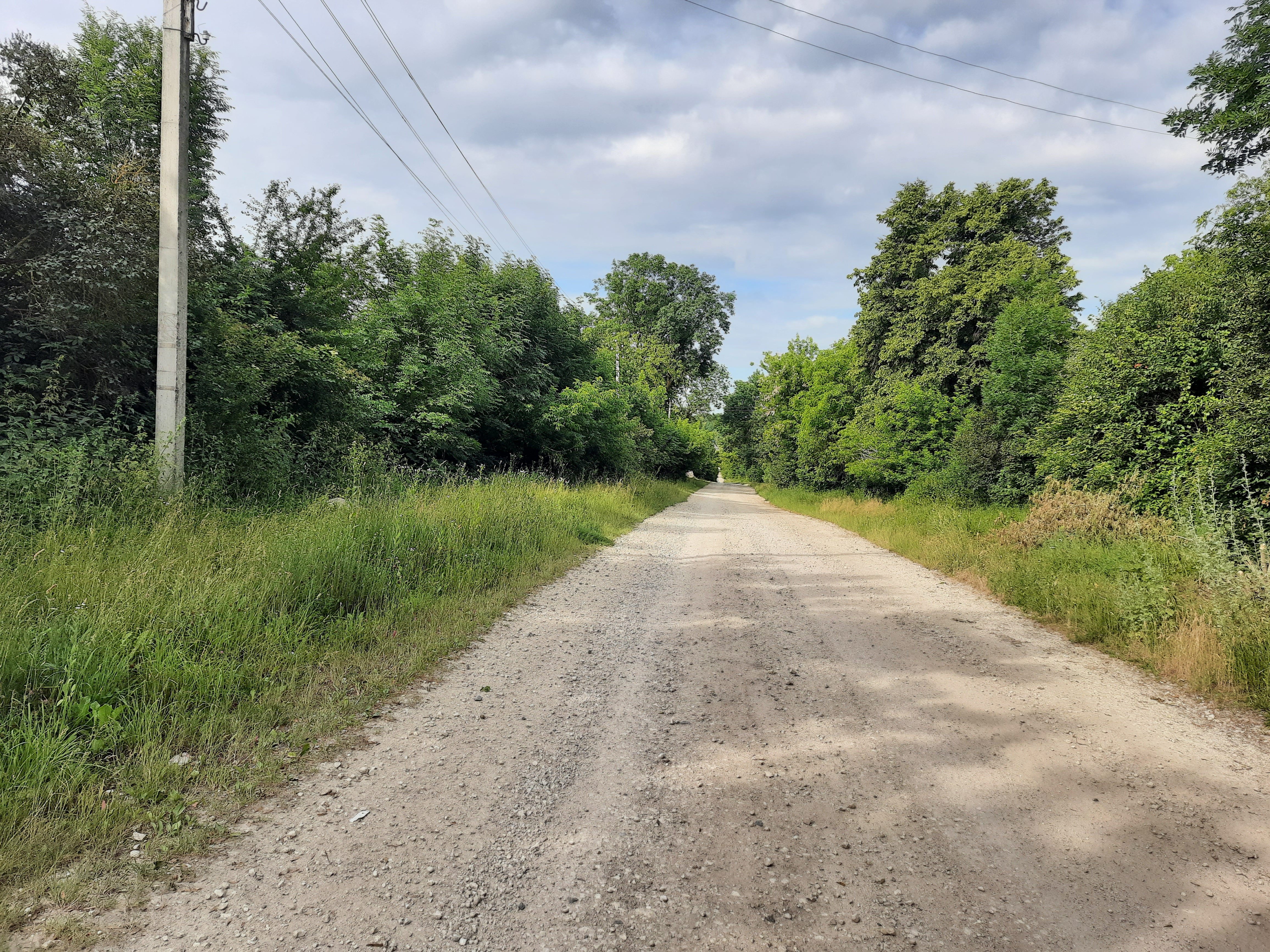
Сільська вулиця
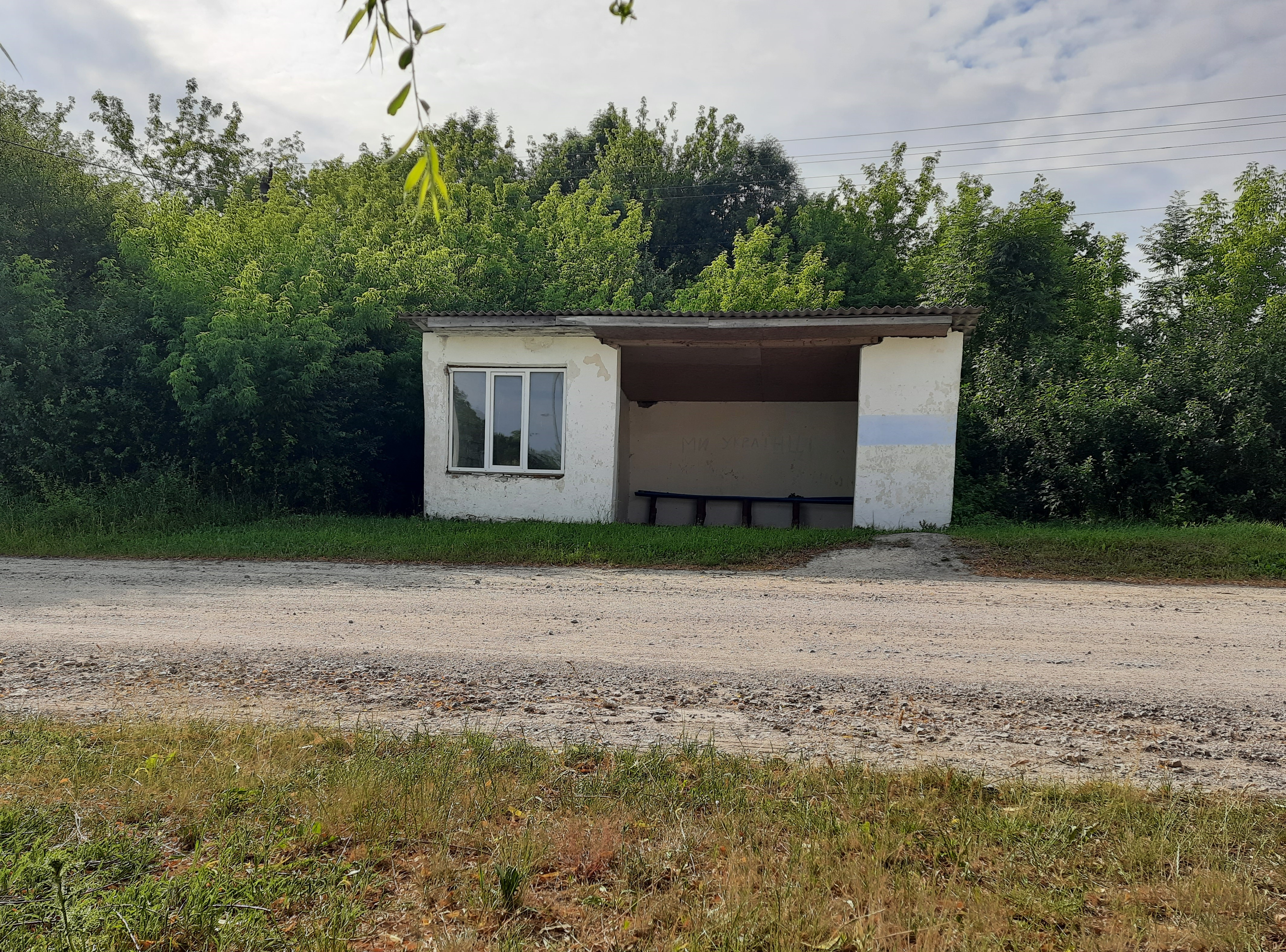
Автобусна зупинка
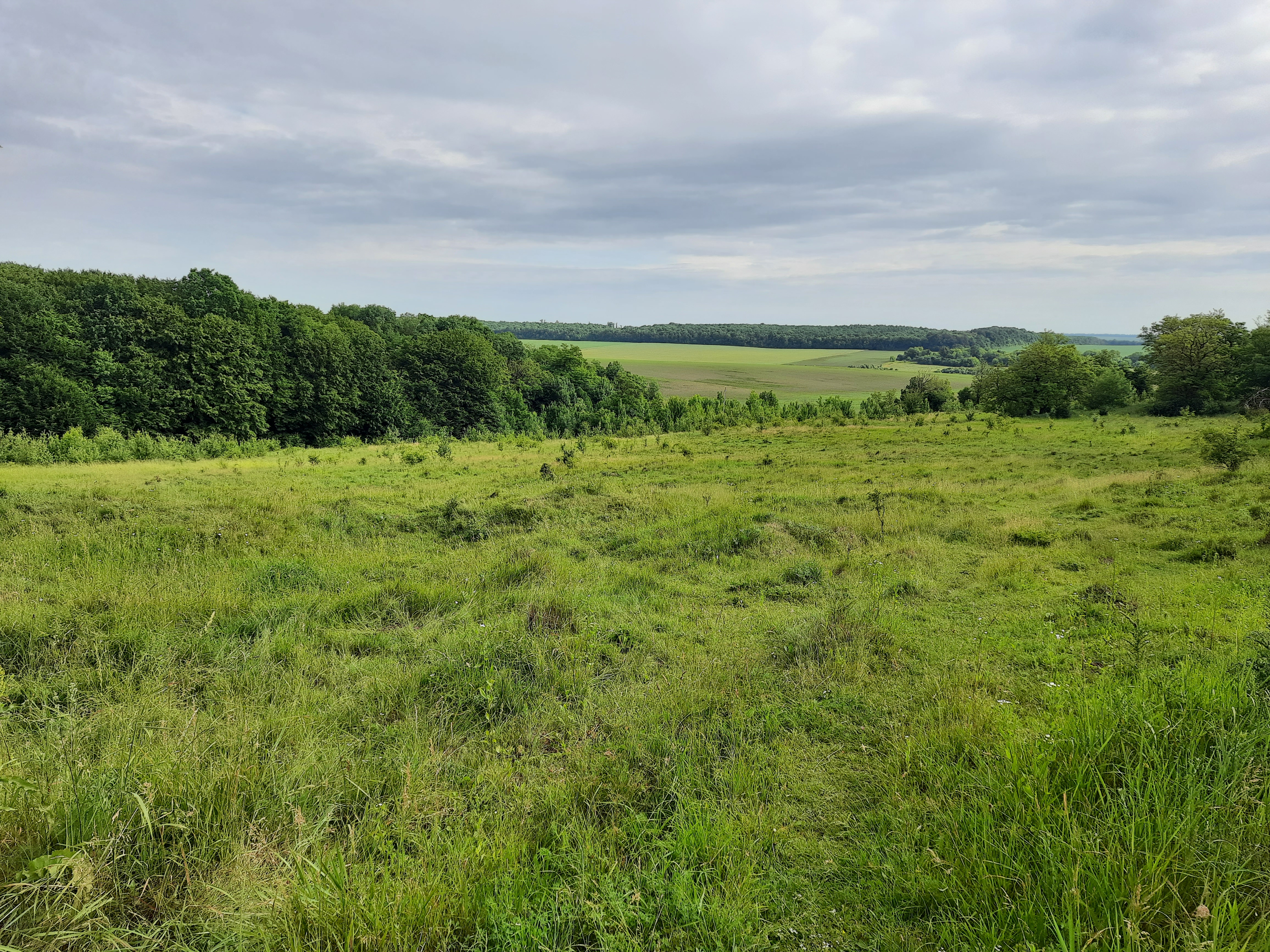
Краєвид біля села